# Ce Noël-là
Pour plus de détails, voir Fiche technique et Distribution.
Ce Noël-là (That Christmas) est un film de Noël d'animation britannique réalisé par Simon Otto et sorti en 2024,.
Le film suit plusieurs familles dans une ville côtière anglaise du nom de Wellington-on-Sea au moment de Noël pendant une tempête de neige glaciale.

## Synopsis
22 décembre : le spectacle de Noël de l’école est dirigé par Bernadette McNutt.
23 décembre : il commence à neiger et une tempête se forme progressivement.
24 décembre : les parents partent pour une fête.
Pendant la nuit du 24 au 25 décembre : le père Noël passe et n’offre pas de cadeau à Charlie Beccles car elle n’a pas été sage, mais il se trompe de jumelle. Charlie se réveille et s’en rend compte. Elle inverse les cadeaux et se rendort. Le père Noël repasse et apporte finalement des cadeaux à Charlie pour la récompenser.
25 décembre durant la journée : les parents sont coincés dans leur voiture, renversée après un accident, et les enfants créent leur propre version de Noël sous la direction de Bernadette McNutt, la plus âgée du groupe. Les parents sont finalement sauvés par le vendeur de dindes grâce à Mme Trapper qui lui a ordonné de leur venir en aide.
25 décembre au soir : Evie disparaît pendant le cache-cache de Noël. Tous les habitants partent à sa recherche. Elle est retrouvée dans une cabane de plage avec toutes les dindes vivantes.
26 décembre : Bill part pour la baignade du Boxing Day dans l’eau glaciale. À sa surprise, de nombreux habitants se joignent à lui, d'abord des enfants puis aussi des adultes.

## Fiche technique
Sauf indication contraire, les informations mentionnées dans cette section peuvent être confirmées par les bases de données cinématographiques IMDb et Allociné,  présentes dans la section « Liens externes ».
- Titre original : That Christmas
- Réalisation : Simon Otto
- Scénario : Richard Curtis et Peter Souter, d'après les livres The Empty Stocking, Snow Day et That Christmas de Richard Curtis
  - Dialogues additionnels : Andrew Dawson, Steve Dawson et Tim Inman (crédités collectivement sous le nom de Dawson Bros. (en))
- Musique : John Powell
- Décors : Justin Hutchinson-Chatburn
- Direction artistique : Mike Redman
- Photographie : M. Gokulakrishnan
- Supervision de l'animation : Ken Fountain, Jennifer E. Harlow, M.Gokulakrishnan et Laurent Rossi
- Montage : Sim Evan-Jones
- Production : Nicole Hearon, Adam Tandy et Aaron Dem
  - Production déléguée : Bonnie Arnold, Rebecca Cobb (en), Richard Curtis, Colin Hopkins, Julie Lockhart, Elisabeth Murdoch, Sarah Smith, Peter Souter, Lara Breay et Mary Coleman
- Sociétés de production : Netflix et Locksmith
- Sociétés de distribution : Netflix
- Pays de production :  Royaume-Uni
- Langue originale : anglais
- Format : couleur
- Genre : animation, comédie
- Durée : 91 minutes
- Dates de sortie :
  - Royaume-Uni : 19 octobre 2024 (Londres)
  - Monde : 4 décembre 2024 (sur Netflix)

## Distribution

### Voix originales
- Brian Cox : Père Noël
- Fiona Shaw : Mlle  Kari Trapper
- Jodie Whittaker : Mme Denise Williams
- Bill Nighy : Bill
- Lolly Adefope : Mme Danielle McNutt
- Alex MacQueen : M. Freddy Forrest
- Katherine Parkinson : Mme Forrest
- Sindhu Vee : Mme Sally Mulji
- India Brown : Bernadette McNutt
- Zazie Hayhurst : Sam Beccles
- Sienna Sayer : Charlie Beccles
- Jack Wisnewski : Danny Williams
- Rosie Cavaliero : Mme Diane Beccles
- Paul Kaye : Yirrell
- Guz Khan : Dasher
- Andy Nyman : M. Craig Beccles
- Kuhu Agarwal : Nisha Mulji
- Bronte Smith : Eve McNutt
- Freddie Spry : Teddy Forrest
- Ava Talbot : Scarlett Forrest
- Rhys Darby : M. Tommy McNutt
- Deborah Findlay : Mme Horton
- Alicia Davies : la présentatrice météo
- Jordan North et Dermot O'Leary : M. Hack et M. Chop
- Isabella Hopkins, Luke Jameson, Mary Moss et Simon Otto : voix additionnelles

### Voix françaises
- Philippe Catoire : Père Noël
- Arielle Vaubien : Bernadette McNutt
- Haïly Yssembourg Da Cunha : Sam
- Lenny Reignoux : Danny Williams
- Déborah Perret : Mme Trapper
- Marie-Eugénie Maréchal : Mme Denise Williams
- Corinne Wellong : Mme McNutt
- Donald Reignoux : M. McNutt
- Julien Sibre : M. Forrest
- Juliette Poissonnier : Mme Forrest
- Cédric Dumond : Yirrell
- Karine Foviau : Mme Beccles
- Constantin Vidal : Dasher
- Alice Taurand : Mme Mulji
- Alicia Hava : Teddy
- Romy Pointet : Eve McNutt
- Faustine Legrand : Scarlett
- Mathias Kozlowski : M. Beccles
- Bianca Tomassian : Nisha

 Source et légende : version française (VF) sur RS Doublage et le carton du doublage français.

## Commentaires
Le film intègre des plans du film Love Actually diffusé sur un téléviseur ; on peut y voir Keira Knightley et Andrew Lincoln.